# Guido Calvi (atleta)
Guido Calvi (Bergamo, 1º maggio 1893 – Bergamo, 6 settembre 1958) è stato un mezzofondista italiano.

## Biografia
Atleta della Società Bergamasca di Ginnastica e Sports Atletici Atalanta, nel 1910 fu medaglia d'oro ai campionati italiani assoluti nei 1000 metri piani, che corse in 2'44"2/5.
Nel 1912 prese parte ai Giochi olimpici di Stoccolma dove fu eliminato durante le batterie degli 800 metri piani, mentre non portò a termine la gara dei 1500 metri piani; in questo stesso anno con il tempo di 2'01"4/5, corso il 12 maggio a Milano, fece registrare il secondo miglior tempo italiano stagionale sugli 800 m.

## Palmarès
| Anno | Manifestazione  | Sede      | Evento       | Risultato | Prestazione | Note |
| ---- | --------------- | --------- | ------------ | --------- | ----------- | ---- |
| 1912 | Giochi olimpici | Stoccolma | 800 m piani  | Batteria  | n/d         |      |
| 1912 | Giochi olimpici | Stoccolma | 1500 m piani | Batteria  | dnf         |      |

## Campionati nazionali
- 1 volta campione nazionale assoluto dei 1000 m piani (1910)

1910
- Oro ai campionati italiani assoluti, 1000 m piani - 2'44"2/5

1911
- Argento ai campionati italiani assoluti, 1000 m piani - 2'42"3/5

1912
- Argento ai campionati italiani assoluti, 1000 m piani

1914
- Argento ai campionati italiani assoluti, 1200 m siepi - 3'48"0
- Argento ai campionati italiani assoluti, staffetta olimpionica